# Ministero dello sport e della gioventù
Il Ministero dello sport e della gioventù è il dicastero del governo della Repubblica Islamica dell'Iran preposto alla supervisione delle attività sportive e giovanili del paese.

## Storia
Il Ministero dello sport e della gioventù è stato istituito nel 2011.